# كلفينية فارماكولوجية
الكلفينية الفارماكولوجية هو مصطلح يصف رفض أو إدانة سلوك بعض الأمريكيين نتيجة تعاطي الأدوية النفسية. وتعكس ارتيابًا عامًا محسوسًا تجاه تعاطي الأدوية بغرض استعادة المتعة أو السعادة أو الوصول إليهما. وكان استخدم المصطلح للمرة الأولى عام 1972 من خلال الطبيب النفسي الراحل جيرالد إل كليرمان (1929-).1992 ووفقًا لوجهة النظر هذه، فإن الاستخدام القانوني الوحيد للأدوية يكون لغرض الشفاء أو معالجة الداء والمرض.
قام بيتر دي كريمر بتعريف مفهوم الكلفينية الفارماكولوجية على أنه «ارتياب عام تجاه الأدوية التي تُستخدم في أغراض غير علاجية وقناعة بأن الدواء الذي يجعلك تشعر بالسعادة، لا بد أن يكون سيئ أخلاقيًا».
قد يرى مؤيدو هذه الرؤية أن الألم والمعاناة يمثلان أحد الجوانب الأساسية في الطبيعة البشرية، وعليه يتبنون وجهة النظر التي ترى أن إبراء الناس من تلك التجارب سيزيل جانبًا أساسيًا من إنسانيتهم. ومن ثم، يرى البعض أن استخدام الأدوية يمثل تجريدًا من الصفات الإنسانية بشكل خطير. كتب كليرمان وجهة نظره هذه في وقت كان هناك اهتمام متزايد باستخدام الأدوية الأمريكية، سواء القانونية (المهدئات) وغير القانونية (البانجو وثنائي إيثيل أميد حمض الليسرجيك، وغيرها). وينتشر بين الأمريكيين اليوم السلوك الرواقي؛ حيث يتغلب الأشخاص الأقوياء على مصاعب الحياة، بينما يستسلم الأشخاص الضعفاء المنغمسين في الملذّات ويسعون خلف مساعدات مصطنعة وكيميائية للتخلص من متاعب الحياة. ويظهر ذلك من خلال المجادلات الحالية المحيطة بانتشار استخدام مضادات الاكتئاب (خاصةً مثبطات إعادة امتصاص السيروتونين الاختيارية) وغيرها من المحسنات الإدراكية، مثل الريتالين لعلاج اضطراب نقص الانتباه.
تمت الإشارة إلى أن كليرمان، على وجه التحديد، قد حرّف اللاهوت الكلفيني باستخدام هذا المصطلح.